# Chyliza nigrifemorata
Chyliza nigrifemorata är en tvåvingeart som beskrevs av Iwasa 1989. Chyliza nigrifemorata ingår i släktet Chyliza och familjen rotflugor. Inga underarter finns listade i Catalogue of Life.